# Trogoderma okumurai
Trogoderma okumurai är en skalbaggsart som beskrevs av William James Beal 1964. Trogoderma okumurai ingår i släktet Trogoderma och familjen ängrar. Inga underarter finns listade i Catalogue of Life.